# Sint-Willibrorduskerk (Middelkerke)

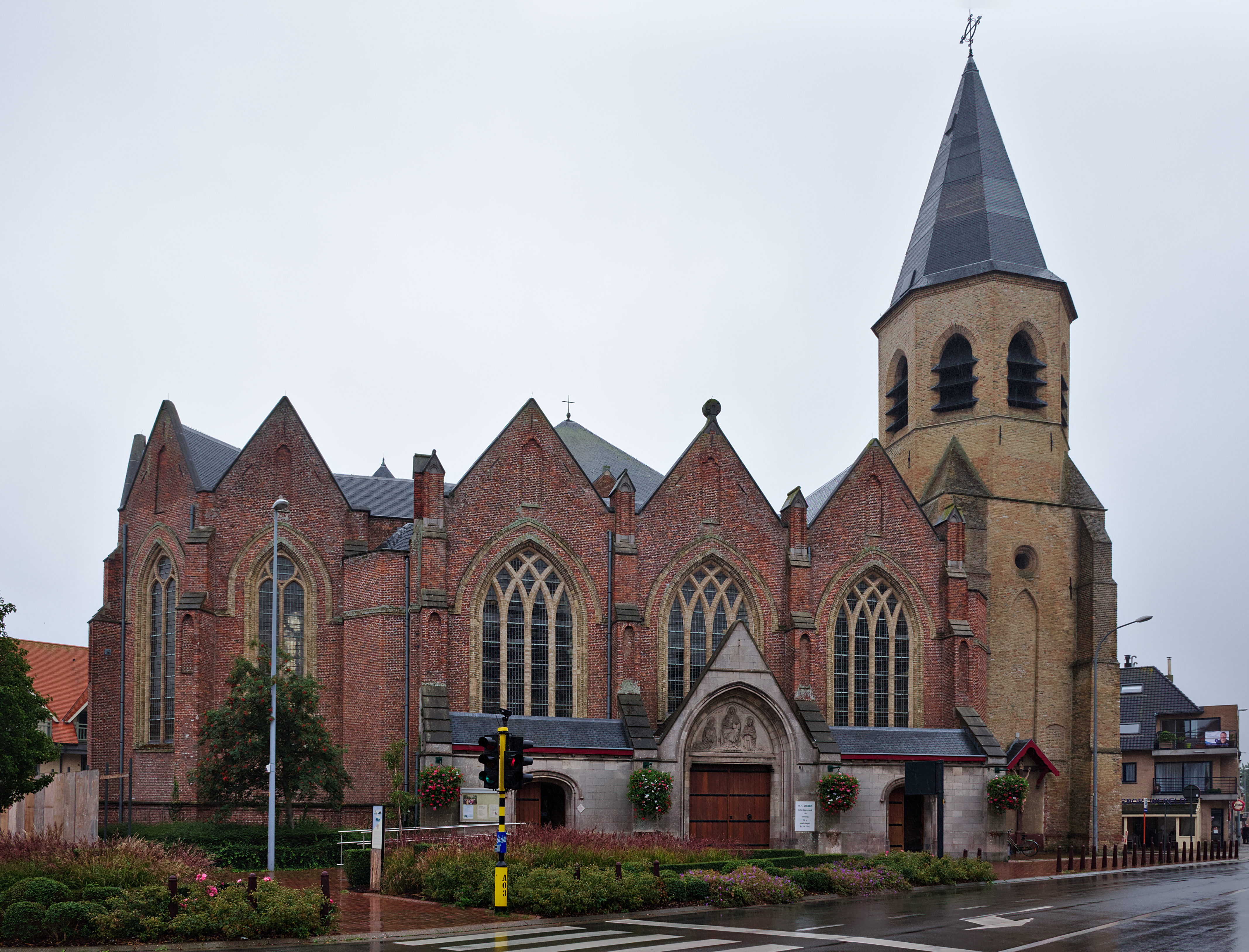
Sint-Willibrorduskerk

De Sint-Willibrorduskerk is een rooms-katholiek kerkgebouw in de West-Vlaamse plaats Middelkerke, gelegen aan de Westendelaan.

## Geschiedenis

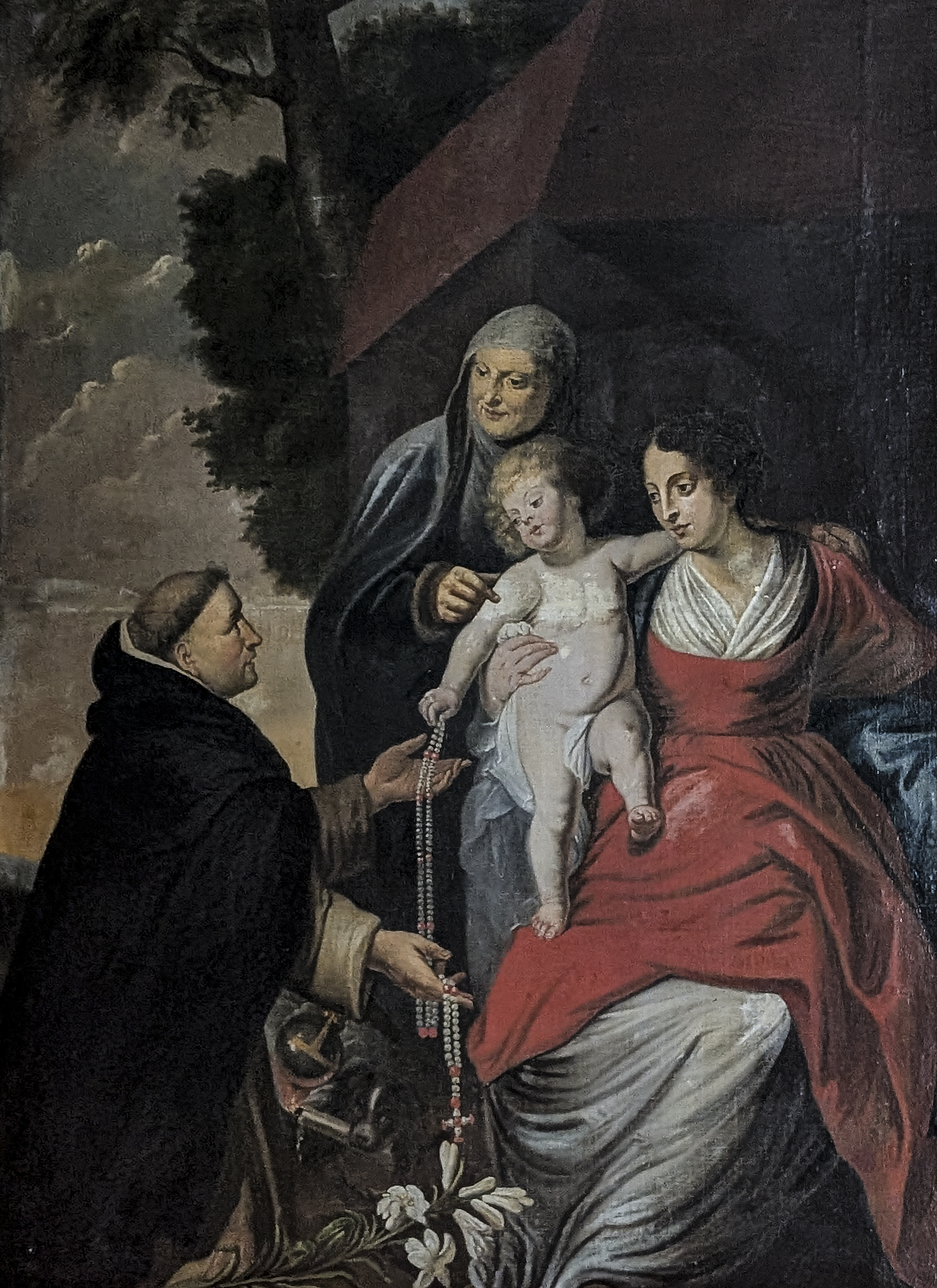
Vlaamse School - Dominicus ontvangt de rozenkrans van Maria en Kind

Middelkerke werd in 1293 een zelfstandige parochie. De toenmalige kerk heeft in 1334 te kampen gehad met overstromingen. In 1576 werd hij tijdens de godsdienstoorlogen verwoest. Mogelijk betrof het een driebeukige hallenkerk met vieringtoren. De zuidbeuk werd in 1635 hersteld en de toren, die nu als westtoren dienst deed, in 1681. De twee resterende beuken werden niet hersteld.
Tot 1732 was de kerk gewijd aan Sint-Jan. Vanaf 1569 was er sprake van de verering van een miraculeus kruis, en ook tegenwoordig is de kerk een bedevaartplaats, vooral voor de vissers uit Nieuwpoort.
Van 1848-1850 werd de kerk gesloopt, maar de toren bleef behouden. Een nieuwe kerk werd gebouwd, in neogotische stijl, naar ontwerp van Louis Van Overstraeten. Tijdens de Eerste Wereldoorlog werden kerk en toren door de geallieerden beschoten en in 1915 door de Duitse bezetter opgeblazen.
Van 1919-1921 werd de kerk heropgebouwd naar ontwerp van Gustaaf Vandamme, waarbij de verwoeste kerk zoveel mogelijk werd gereconstrueerd. Van 1932-1935 werd de kerk sterk uitgebreid, waarbij de bestaande kerk met koor nog als verlenging van het schip fungeerde, nu dwars op de nieuwe kerk, die in neoromaanse stijl werd uitgevoerd in zuid-noordoriëntatie. Het ontwerp was eveneens van Gustaaf Vandamme en de glasramen van Frédéric Roderburg.

## Gebouw
Het nieuwe noordportaal werd nu geflankeerd door een tweede, vierkante, toren. Ook werd het nieuwe schip afgedekt door een tentdak. Het nieuwe koor kreeg een halfronde apsis. Het noordportaal, dat tegen de oude kerk is aangebouwd, is drieledig. De zijportalen hebben een lessenaardak en het middenportaal een timpaan, voorstellende Christus, Maria Middelares en Sint-Willibrord.
De oude westtoren heeft een vierkante basis en bezit steunberen. Hierboven is een achthoekige geleding.

## Inventaris
Er zijn in de oude kerk vier schilderijen uit de 17e en 18e eeuw van de Vlaamse School. Een Willibrordusbeeld uit de 2e helft van de 19e eeuw heeft een schaalmodel in handen van de kerk zoals deze in 1848 was. De nieuwe kerk heeft een neobyzantijns meubilair.

## Galerij

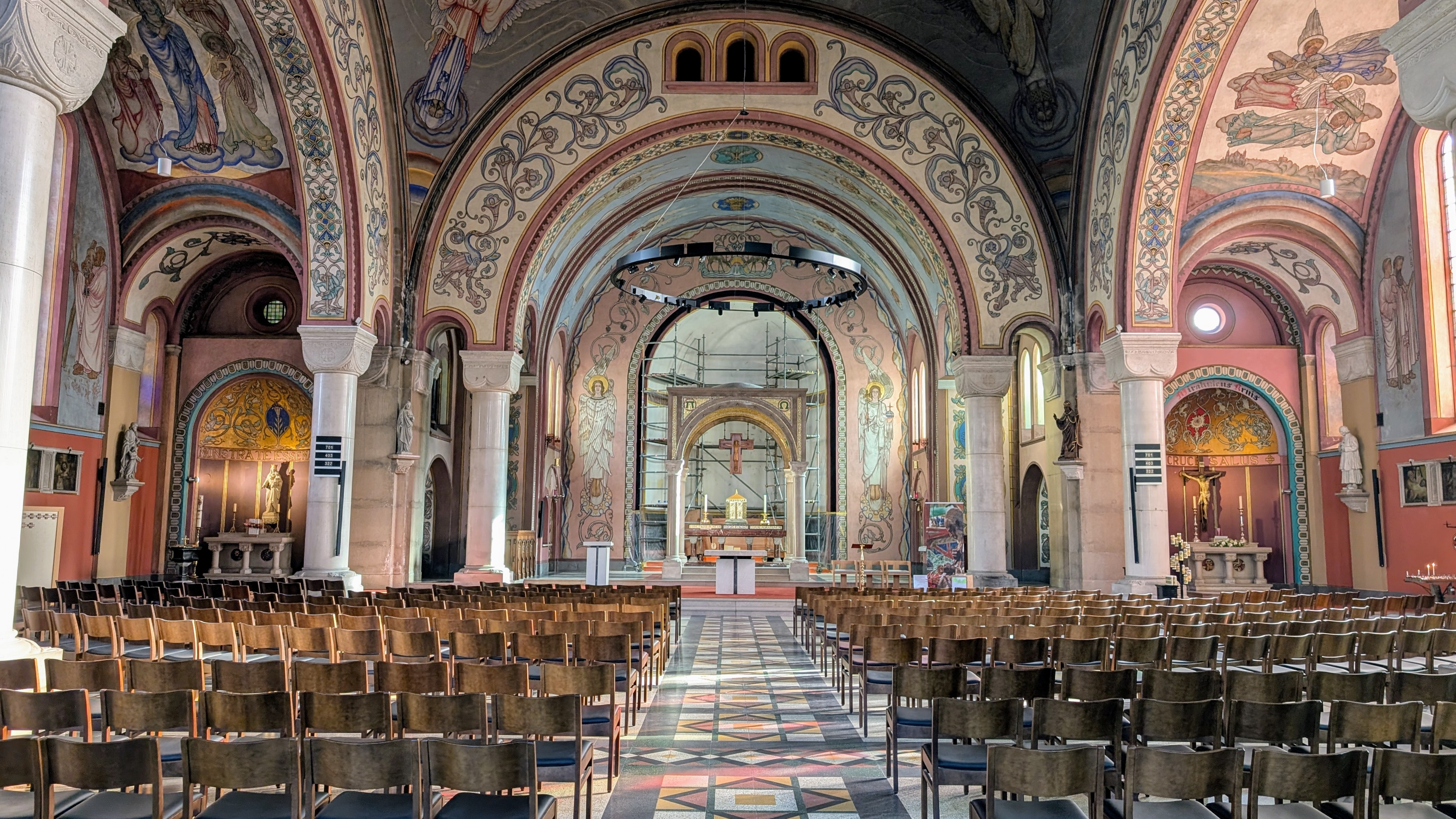
Schip neoromaanse kerk
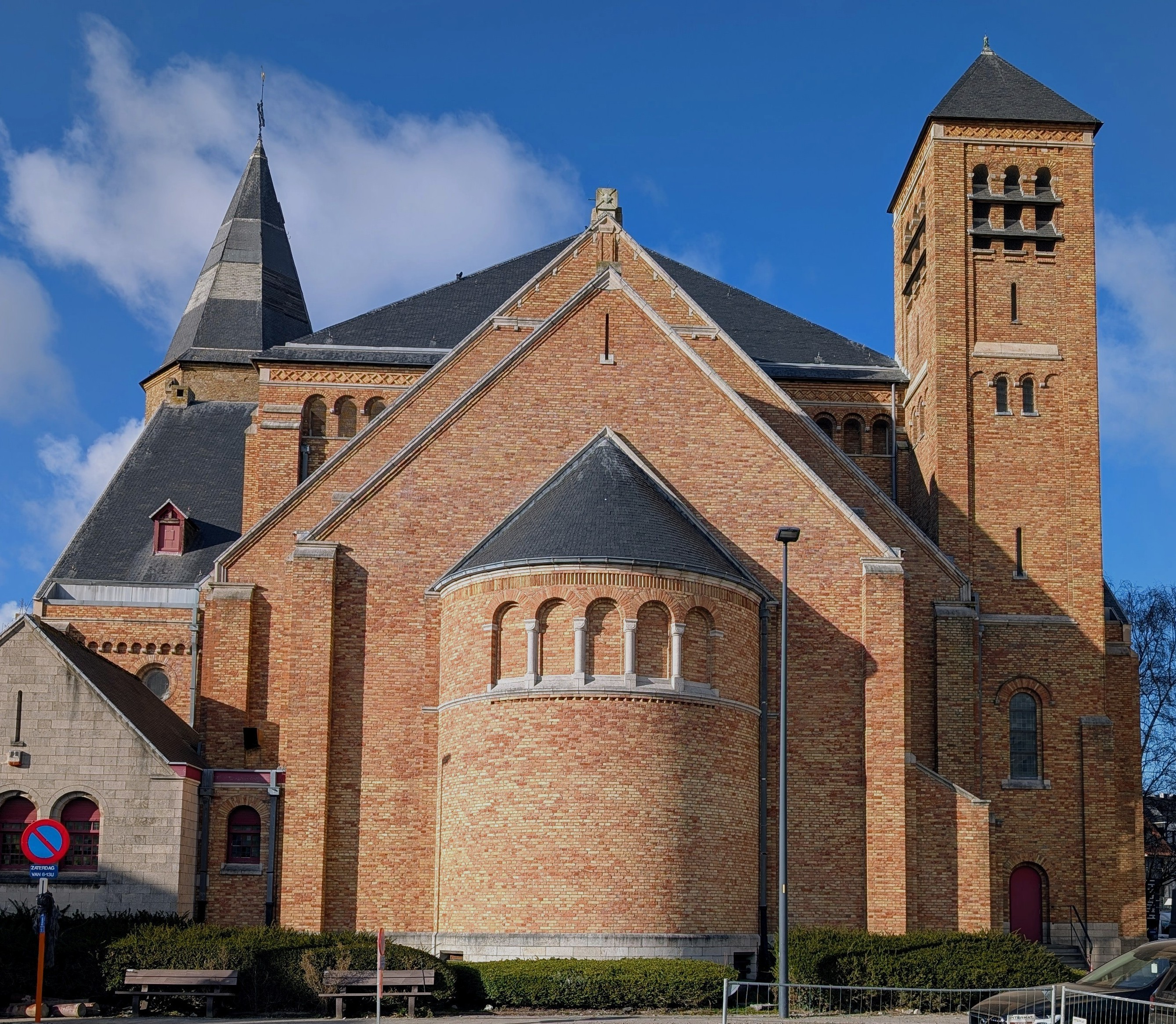
Koor van de neoromaanse kerk